# Манганари, Михаил Павлович
Михаил Павлович Манганари (19 октября 1804, Евпатория, Таврическая губерния — 14 февраля 1887, Николаев, Николаевское военное губернаторство) — российский военный деятель, адмирал (1876), главный командир Черноморского флота, гидрограф; младший брат Егора Манганари и Ивана Манганари. Георгиевский кавалер.

## Биография
Родился в семье греческого эмигранта Манганари.
8 сентября 1815 года поступил на службу гардемарином в Черноморский флот; 2 марта 1821 года стал мичманом. В чин лейтенанта произведён 22 февраля 1828 года. Участвовал в русско-турецкой войне 1828—1829 годов на фрегате «Рафаил» и линейном корабле «Пармен»; отличился при взятии Варны, за что был награждён орденом Св. Георгия 4-й степени. В мае 1829 года за уничтожение в Пендераклии турецкого линейного корабля и корвета М. П. Манганари был награждён орденом Св. Владимира 4-й степени с бантом. Затем был определён на яхту «Голубка», которой командовал его старший брат Егор; участвовал в описи румелийских берегов, а с 1830 года — берегов Чёрного и Азовского морей.
В 1836 году принял командование яхтой «Голубка»; 1 января 1837 года «за отличие» был произведён в чин капитан-лейтенанта. В следующем году назначен командовать пароходом «Колхида» в плавании у абхазских берегов. В 1840—1844 годах командовал шхуной «Забияка», на которой осуществлял съёмку берегов Крыма и Абхазии, опись Мраморного моря. В 1842 году был награждён орденом Св. Станислава 2-й степени. В 1843 году перевозил десантные войска из Севастополя в Одессу.
В 1845 году адмиралом М. П. Лазаревым было организовано изучение Мраморного моря. Согласие турецкого султана было получено с условием, что работы будут выполняться на турецких судах. Капитан-лейтенант М. П. Манганари был назначен начальником экспедиции, получив в распоряжение 2 турецких судна (корвет «Гюлы-Сефид» и шхуну «Мистика») и 14 офицеров (11 российских и 3 турецких). В результате трёхлетней работы экспедиции (осень 1845 — лето 1848) были составлены топографические карты всего моря и его проливов — Босфора и Дарданеллы; в Николаеве была издана первая лоция Мраморного моря, составленная М. П. Манганари, за которую от Российского географического общества получил Константиновскую золотую медаль. В 1846 году «за отличие» был произведён в чин капитана 2-го ранга, а 3 апреля 1849 года — в чин капитана 1-го ранга и в том же году, 31 декабря, был награждён орденом Св. Анны 2-й степени.
В 1850—1853 годах М. П. Манганари находился при гидрографическом департаменте Морского министерства в Санкт-Петербурге, наблюдая за изданием карт Мраморного моря, и после их издания в 1853 году он был назначен управляющим Черноморской штурманской ротой  и 5 апреля 1856 года был произведён в чин генерал-майора, а в 1859 году — в чин контр-адмирала. В 1862 году он получил орден Св. Владимира 3-й степени с мечами.
В 1863—1873 годах исполнял обязанности командира Севастопольского и главного командира Николаевского портов. 1 января 1864 года был произведён в чин вице-адмирала. В 1866 году был награждён орденом Св. Станислава 1-й степени, а в 1871 году – орденом Св. Анны 1-й степени.
В 1873—1875 годах исполнял обязанности главного командира Черноморского флота и портов. В 1879 году получил орден Св. Владимира 2-й степени.
С 1 января 1881 года был назначен главным командиром Черноморского флота и портов и военным губернатором Николаева, сменив на этом посту Н. А. Аркаса.
Спустя год, 11 января 1882 года он был назначен членом Адмиралтейств-совета и был пожалован орденом Белого орла. В 1886 году награждён орденом Св. Александра Невского.
Умер Михаил Манганари 2 (14) февраля 1887 года. Похоронен на городском кладбище в Николаеве. Могила адмирала и памятник из чёрного гранита в виде усечённой пирамиды сохранились.